# Monorierdői vasúti baleset
A monorierdői vasúti baleset 2008. október 6-án, Monorierdő megállóhely közelében – a Budapest–Záhony-vasútvonalon – történt. A Pilis vasútállomás felől érkező személyvonat vezérlőkocsija ütközött a Hajdú InterCity vonat utolsó kocsijával. A tragédiában négyen életüket vesztették.

## Korábbi balesetek Monorierdőnél
- 2001. október 24-én A Pest megyei Monorierdőnél a monori áramellátó berendezés meghibásodása következtében használhatatlanná vált térközbiztosító-berendezés, és emberi mulasztás következtében a Cegléd irányába közlekedő InterCitybe beleütközött egy követő személyvonat. A balesetnek 37 sérültje volt.
- 2005. május 19-én reggel egy kamion bennragadt a felújított monorierdői vasúti átjáróban. A Pilis vasútállomás felől érkező tehervonat 70 km/óra sebességgel ütközött a kamionnal, amelyet 100 méteren keresztül tolt maga előtt. A kamion roncsa elsodorta a fénysorompót és a pénztárépület sínek felé eső falát. A helyiségben tartózkodó pénztároshölgy nagy szerencséjére kisebb sérülésekkel megúszta a balesetet. Az 1934-ben épített műemlék állomásépületet később elbontották.

## A baleset körülményei
A Debrecenből Budapest felé tartó 560-1 számú Hajdú InterCity-vonat Monorierdő belterületén, 10–15 km/óra sebességgel haladt a nyílt pályán ("Megállj!" állású jelzőt haladott meg a megengedett sebességgel), amikor 10 óra 20 perckor a Ceglédről Budapestre tartó személyvonat hátulról beleszaladt, 75–80 km/óra sebességgel.
Az ütközés erejétől a személyvonat vezérlőkocsija felszaladt az InterCity utolsó, 1. osztályú kocsijába, annak mintegy feléig belecsúszva. Az ütközésben négyen meghaltak: Dajka József 54 éves, a vasútnál dolgozó biztonsági őr és labdarúgó-játékvezető, egy 19 éves diáklány és egy 50 éves nő a helyszínen életét vesztette, egy 21 éves lány pedig a kórházba szállítás közben halt bele sérüléseibe.
A korabeli híradások 27 sérültről számoltak be, a nyomozás befejeződése utáni sajtótájékoztatón 44 sérültről beszéltek. A személyvonat mozdonyvezetője – aki az ütközés előtti pillanatokban a vezetőállásból az utastérbe menekült – túlélte a balesetet.

### A balesetet követő mentési munkálatok
A budapesti Állami Egészségügyi Központba tíz sérültet szállítottak. Három utas a roncsok közé szorult, őket a tűzoltóknak speciális módszerekkel és technikával kellett kiszabadítaniuk. A sérültek szállításában 12 mentőautó és 3 mentőhelikopter vett részt.
A balesetet követően Juhász Sándor, Monorierdő polgármestere, a Volánbusztól különbuszokat rendelt, amelyekkel a helyszínen rekedt utasokat továbbszállították a környező településekre. Az önkormányzati hivatal dolgozói gondoskodtak a mentésben részt vevő tűzoltók és a MÁV műszaki személyzetének ellátásáról.
A mentési munkálatokban részt vett a ceglédi, a dabasi, az érdi, a fővárosi, a monori, a szigetszentmiklósi, a szolnoki tűzoltóság, valamint az üllői önkéntes tűzoltók. A baleset helyszínére 8 tűzoltóautó vonult ki.
A mentés alatt a vasútvonal mindkét vágányát lezárták. A személyvonatokat vonatpótló autóbuszok helyettesítették Monor és Pilis állomások között, az InterCity vonatok terelőúton jártak a Budapest–Újszász–Szolnok vonalon. Este 21 óra 40 percre sikerült eltávolítani a roncsokat a vasúti pályáról.
2008. október 7-én, a hajnali üzemkezdettől újra a menetrendnek megfelelően közlekedtek a vonatok a Budapest–Záhony-vasútvonalon.

## A baleset okai

### Térköz biztosítóberendezés
A MÁV fővonalainak java része, így a Pilis-Monor állomásköz is térközi közlekedésre berendezett pálya. (A nyíltvonal szakaszokra osztása annak érdekében, hogy a nyíltvonalon egyszerre több vonat követhesse egymást.)  Ha az egyik térközszakaszban halad egy vonat, akkor a követő vonatnak üzemszerű működés esetén nincs lehetősége 15 km/h-nál nagyobb sebességgel foglalt térközbe belépni. Foglalt térközbe belépve az elöl haladó vonatot ebben az esetben is legfeljebb 200 méternyire szabad megközelíteni. Ha a térköz foglalt, akkor ezt a vontatójármű vezetőállásán elhelyezett vezetőállás-jelző is jelzi. Ha a mozdonyvezető a továbbhaladást tiltó jelzés mellett 15 km/h-nál nagyobb sebességgel halad el, a vonatbefolyásoló berendezés kényszerfékezéssel megállítja a vonatot. Azonban e rendszer kiiktatására a mozdonyvezetőnek megvan a lehetősége. Ha a pályaszakaszon meghibásodik a jelző vagy esetleg megrongálják a berendezést, a sötét térközjelzőket úgy kell figyelembe venni, mintha megállj jelzést mutatnának. Ha nincs egyértelmű jelzés, vagy a jelző nem működik és a mozdonyvezető erről nem kapott előzetesen értesítést, akkor a jelzőt nem haladhatja meg, semmilyen körülmények között sem.

### Hivatalos vizsgálatok

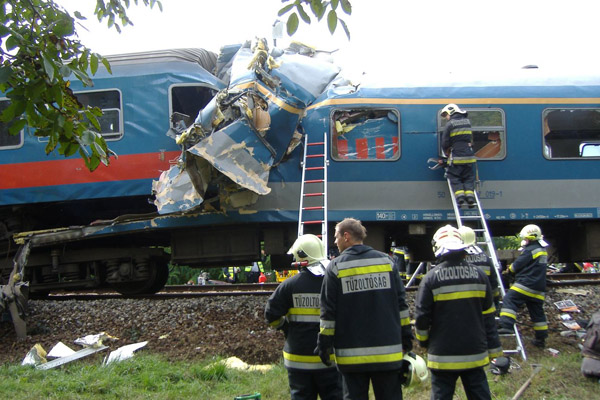
A balesetet egy föld alatti kábel zárlata idézte elő.

A Közlekedésbiztonsági Szervezet (KBSZ) azonnal független vizsgálatot indított annak kiderítésére, mi okozhatta az ütközést. A KBSZ – a rendőrségi vizsgálattal párhuzamosan – elvégezte a helyszíni szemlét, melynek során megállapították, hogy a balesetet megelőző egy órában sem működő biztosítóberendezés működésképtelenségét egy föld alatt futó kábel zárlata okozta Monor közelében.
A járműveken nem találtak olyan műszaki hibára utaló jelet, amely a balesetet előidézhette volna. A helyszíni szemle adatai alapján a két vonat olyan jelzés mellett hagyta el a tragédia helyszínét megelőző Pilis város állomását, amely utalt az előttük lévő pályaszakaszon a biztosítóberendezés meghibásodására, és ezért a probléma megszűntéig 15 km/óra sebességet engedélyeztek. A vonatbefolyásoló berendezésnek automatikusan le kellett volna fékeznie azt a vonatot, amely ezt a sebességhatárt túllépi. A személyvonatnál azonban ez nem történt meg: a menetregisztrátum adatainak elsődleges kiértékelése alapján a személyvonat az ütközést megelőzően 100–110 km/óra sebességről kezdett fékezni és 75–80 km/óra sebességgel ütközött az előtte, az előírt sebességgel haladó InterCity utolsó kocsijának, pedig a vonatbefolyásoló berendezés ezen a vonaton is működött. Arra utaló jelet, hogy a műszert kikapcsolták volna, nem találtak a szakemberek. A berendezésnek tudatos beavatkozással hatástalanítani lehet azt a funkcióját, amely sebességtúllépés esetén automatikus fékezéssel kikényszeríti a vonat megállását.
A Pilis állomás területén lévő átépítés nem volt hatással a vonali biztosító berendezés meghibásodására.
A pályahiba ellenére elkerülhető lett volna a vonatszerencsétlenség.
A személyvonat vezetője a baleset helyszíne előtti utolsó állomást – Pilist – olyan jelzésnél hagyta el, amely mellett már csak 15 km/óra sebességgel haladhatott volna, és ezt mindaddig tartania kellett volna, amíg erre feloldó jelzést nem kap. A szakmai vizsgálat eredménye szerint a személyvonaton a vonatbefolyásoló berendezés üzemképes volt. A vonatbefolyásoló berendezést nem kapcsolta ki a személyvonat vezetője. A vizsgálat elsődleges megállapítása szerint a mozdonyvezető okozta a balesetet a hívójelzés figyelmen kívül hagyásával.
Borsik János, a Mozdonyvezetők Szakszervezete (MOSZ) ügyvezető alelnöke szerint nem szerencsés előzetesen részleteket közreadni a Monorierdőnél történt vasúti baleset vizsgálatáról. Velkei Béla, a MOSZ területi ügyvivője szerint tapasztalt, 20 éve balesetet nem okozó szolnoki férfi volt a vezetője a személyvonatnak.
A MÁV balesetvizsgálóinak jelentéséből kiderült, hogy az ütközés előtti percekben egy szolgálaton kívüli vezető jegyvizsgáló és a vonat kalauza is a vezetőállásban volt, ami szabálytalan. A kalauz a balesetvizsgálóknak azt mondta, azért ment a vezetőállásba, mert észlelte, hogy a szerelvény egy nyitott sorompójú közúti átjárón haladt át.

### A vizsgálat lezárása
2009. április 20-án a Pest Megyei Rendőr-főkapitányság lezárta a nyomozást a vonatszerencsétlenség ügyében. Megállapították, hogy az InterCitybe belerohanó személyvonat vezetője hibázott, de elektromos zárlat is közrejátszott a balesetben. A vonatot vezető 46 éves H. András Sándor ellen elsősorban vasúti közlekedés halálos tömegszerencsétlenséget okozó gondatlan veszélyeztetésének vétsége miatt kezdtek eljárást. Ennek a bűncselekménynek a büntetési tétele a cselekmény idején 5-től 15 évig terjedő szabadságvesztés volt. Emellett az eljáró hatóságok megállapították, hogy több mint 154,5 millió forintos kár keletkezett a baleset miatt, ezért közérdekű üzem működésének különösen nagy vagyoni hátrányt okozó, gondatlan megzavarása is szerepelt a vádemelési javaslatban, amely bűncselekménynek büntetési tétele akkor 5 évig terjedő szabadságvesztés volt. A szolnoki illetőségű mozdonyvezető szabadlábon védekezhetett. A mozdony vezetője végül öt év fogházbüntetést kapott, amiből két és fél évet kellett letöltenie.

## A baleset következményei
A balesetet követően lemondott Szabó Pál közlekedési, hírközlési és energiaügyi miniszter, valamint Kamarás Miklós, a MÁV Zrt. igazgatóságának elnöke és Heinczinger István, a MÁV Zrt. vezérigazgatója – utóbbi lemondását Gyurcsány Ferenc miniszterelnök nem fogadta el.
2008. október 7-én az Országgyűlés egyperces néma felállással emlékezett meg a baleset áldozatairól. Bejelentették, hogy a kormány és a MÁV vezetése úgy döntött, 400 ezer forint gyorssegélyben részesíti a monorierdői vonatbalesetben elhunytak családtagjait. A balesetnek vasúti dolgozó halottja és sérültjei is voltak.
A kormány kérésére 2008. október 10-én, pénteken a legtöbb közintézményre kitűzték a fekete lobogót, a monorierdői vasúti szerencsétlenség halálos áldozatainak emlékére.
A két vonat mozdonyvezetői a vizsgálat alatt nem dolgozhattak, kötelesek voltak közreműködni a körülmények tisztázásában.
Habár a szigorúan őrzött roncsok közelébe még az újságírókat sem engedték, néhány nappal a baleset után a Cegléd állomáson veszteglő vezérlőkocsi roncsaiból mintegy másfél millió forint értékű fémet loptak el ismeretlen tettesek. A MÁV tulajdonában lévő, a Vasútőr Kft. által őrzött kocsiból a tolvajok 14 színesfémet tartalmazó fűtéscsövet vittek magukkal. A baleset körülményeinek vizsgálatát a roncskocsi kifosztása nem befolyásolta, ugyanis a rendőrség által felkért szakértők még a lopás előtt elvégezték a szükséges felmérést.
2008. október 14-én este egy ceglédi ingatlan udvarán megtalálták a monorierdői vasúti roncsból ellopott kábeleket. A ceglédi ház udvarán a rendőrség elszámoltatott egy fiatalkorú férfit, akit orgazdasággal gyanúsítottak meg. A rendőrségi eljárás során október 15-én elfogtak még három ceglédi lakost, egy 24 éves és két 18 éves férfit. Negyedik társuk, egy 34 éves férfi önként jelentkezett a Ceglédi Rendőrkapitányságon.

### Televíziós híradások
- Tudósítás a balesetről, M1, Az Este, 2008. október 6.
- Tudósítás a balesetről, Tv2, Tények, 2008. október 6.
- Index videója a balesetről, 2008. október 6.
- Szemtanúk a monorierdei vonatbalesetről, Tv2, Tények, 2008. október 6.
- 15 helyett 100-zal ment a vonat, Tv2, Tények, 2008. október 7.